# Justicia (bohyně)

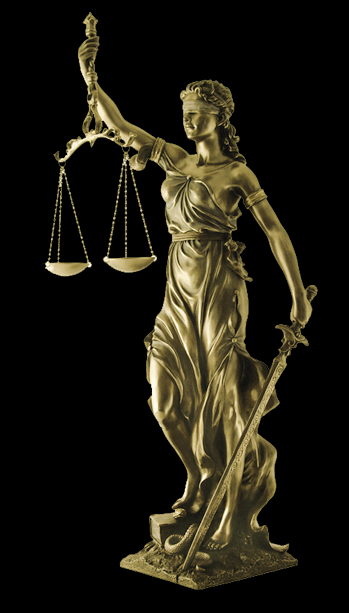
Socha Justicie

Justicia (latinsky Iustitia) je starořímská bohyně, které často slouží jakožto personifikace práva nebo spravedlnosti. Takto bývá vyobrazována i v umění, její sochy jsou například na mnohých soudech.
Ve starém Římě byla jakožto božstvo zavedena až císařem Augustem. Přesto, že měla v Římě i jí věnovaný chrám, byla nejspíše chápana více jako personifikace spravedlnosti, než jako bohyně. Inspirací pro postavu Justicie mohly být starořecké bohyně spravedlnosti Themis a Diké, ale i staroegyptské bohyně Maat a později Isis, které byly stejně jako Justicia vyobrazovány s vahami.

## Atributy
Bohyně Justicia bývá typicky vyobrazována s mečem v jedné ruce, vahami v ruce druhé a se šátkem přes oči. Tyto atributy mají následující významy:
- Váhy odkazují na spravedlnost a na nutnost posoudit argumenty obou stran.
- Meč odkazuje na autoritu a státní moc, na to, že spravedlnost bude i vymáhána. Meč je někdy nahrazován knihou, která odkazuje na zákon.
- Šátek přes oči odkazuje na nestrannost, na to, že spravedlnost je slepá. Původně bylo přidání šátku myšleno ironicky (Justicia je slepá vůči nespravedlnosti, co se kolem ní děje), ovšem od 16. století začalo být vyobrazování se šátkem běžné. Nicméně, na některých vyobrazeních je Justicia stále bez šátku.

## Galerie

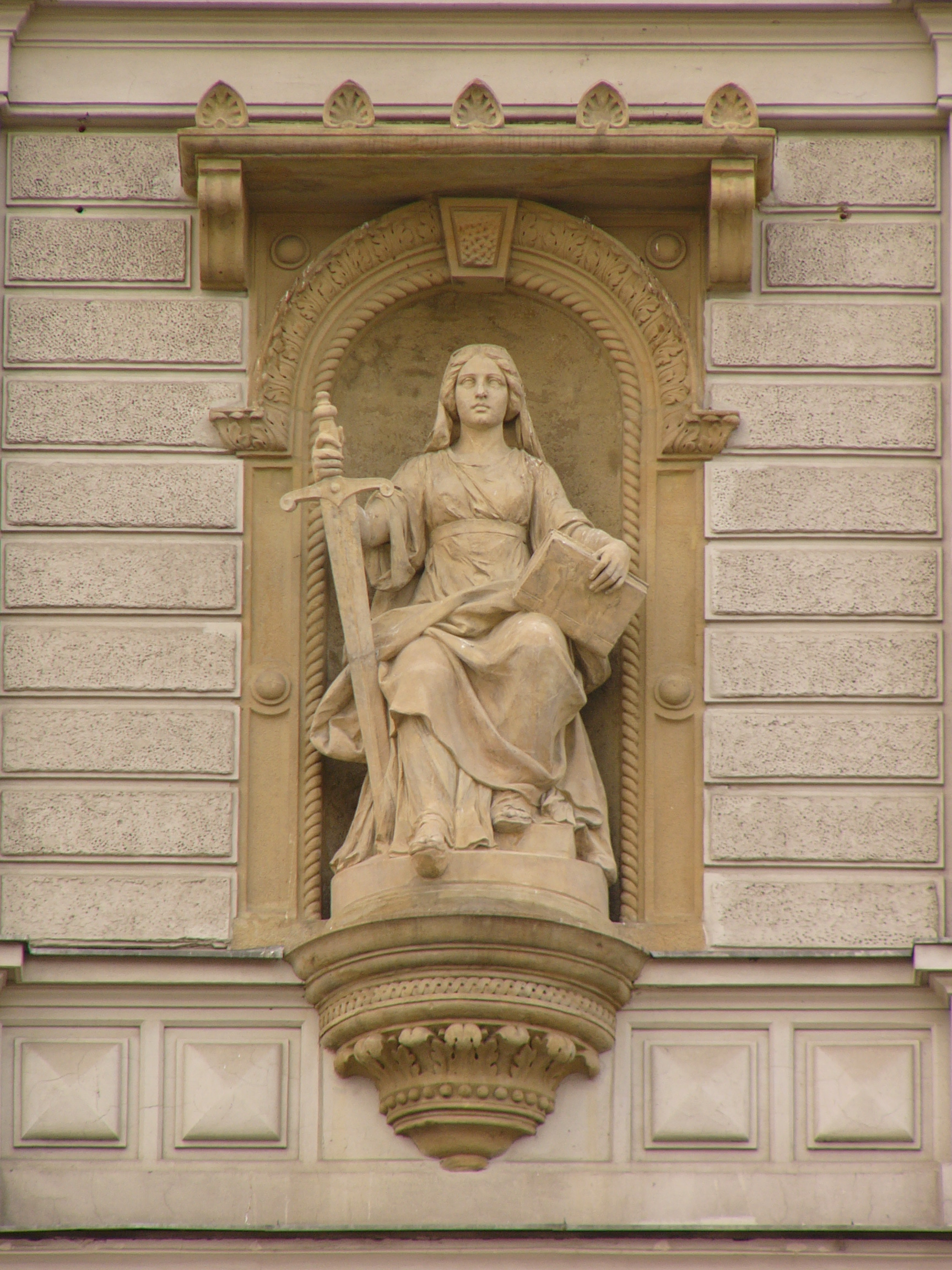
Socha Justicie v Olomouci, vyobrazená bez šátku a s knihou namísto vah
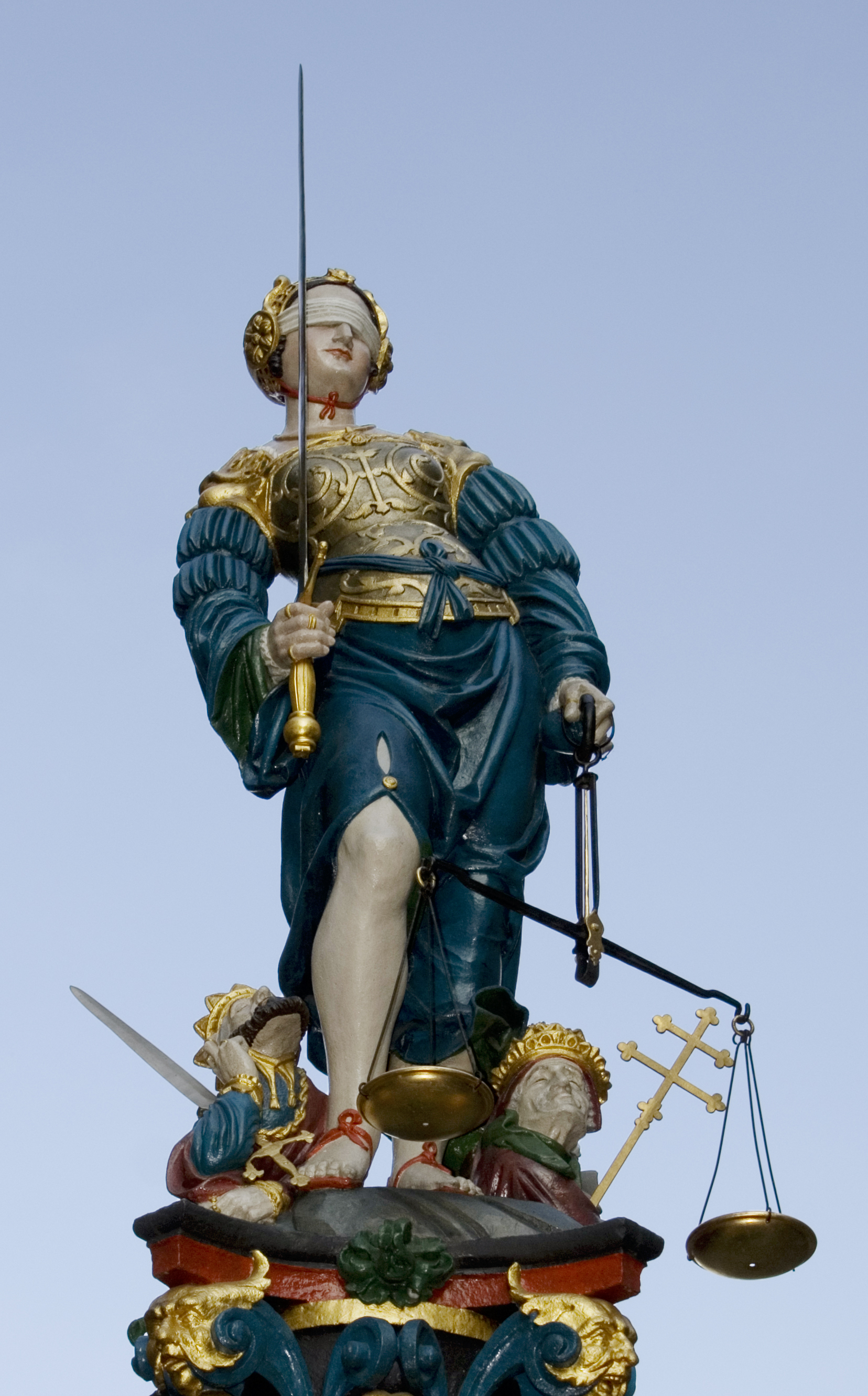
Barevná socha Justicie z 16. století, Bern
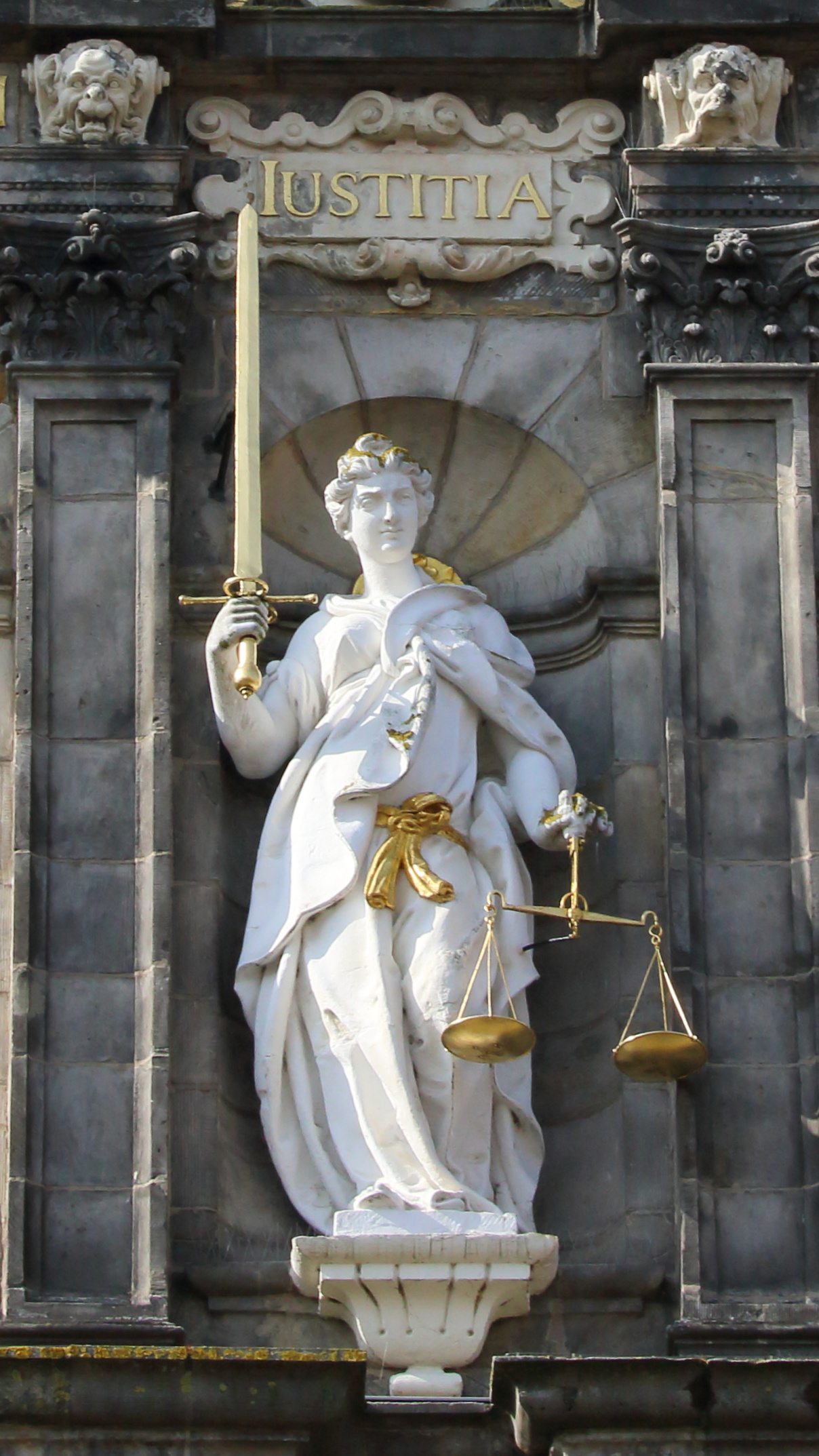
Socha Justicie na radnici v Delftu
Justicia na znaku německého města Ilshofen